# نوزده (فیلم)
نوزده (انگلیسی: Nineteen) فیلمی در ژانر علمی–تخیلی و فانتزی است که در سال ۱۹۸۷ منتشر شد.